# Killebergssjö
Killebergssjö är en sjö i Laholms kommun i Halland och ingår i Lagans huvudavrinningsområde. Sjön har en area på 0,204 kvadratkilometer och ligger 119,2 meter över havet. Sjön avvattnas av vattendraget Blankan. Vid provfiske har abborre, gädda och mört fångats i sjön.

## Delavrinningsområde
Killebergssjö ingår i det delavrinningsområde (627437-134604) som SMHI kallar för Vid Q i Län punkt. Medelhöjden är 152 meter över havet och ytan är 39,44 kvadratkilometer. Det finns inga avrinningsområden uppströms utan avrinningsområdet är högsta punkten. Blankan som avvattnar avrinningsområdet har biflödesordning 3, vilket innebär att vattnet flödar genom totalt 3 vattendrag innan det når havet efter 44 kilometer. Avrinningsområdet består mestadels av skog (33 procent) och sankmarker (56 procent). Avrinningsområdet har 0,38 kvadratkilometer vattenytor vilket ger det en sjöprocent på 1 procent.